# Kaffeesachse
Kaffeesachse ist eine ironische Bezeichnung für Bewohner Sachsens in Anspielung auf ihre angebliche besondere Liebe zum Kaffee. Die Herkunft des Wortes Kaffeesachse wird auf die Kursachsen zurückgeführt. Diese sorgten im 18./19. Jahrhundert dafür, dass neben Tee und Schokolade vor allem Kaffee populär wurde. Der Begriff wird im Deutschen Wörterbuch der Brüder Grimm erwähnt, im Zusammenhang mit dem Ausdruck Suppenschwabe, der etwas spöttisch im Volksmund die Vorliebe der Schwaben für Suppe bezeichnete.

## Bedeutung des Kaffees in Sachsen
Sachsen spielte in vielfältiger Hinsicht eine wichtige Rolle für die Entwicklung der deutschen Kaffeekultur, nicht zuletzt in der Erfindung und Verwendung des europäischen Porzellans für die höfische und die bürgerliche Kaffeetafel und die Sitte des Nachmittagskaffees und, neben Wien, des Kaffeehauses. Leipzig hat mit dem Lokal Zum Arabischen Coffe Baum eines der ältesten kontinuierlich betriebenen Café-Restaurants Europas. Bereits 1694 wurde das Kaffeegetränk in Leipzig öffentlich ausgeschenkt und 1697 die erste deutsche „Kaffeehaus-Ordnung“ erlassen. Kaffee (in Stärke und Zusammensetzung), der Besitzstand von Meißener Porzellan mit Blumenmalerei im Besonderen (siehe Blümchenkaffee und Schwerterkaffee für besonders schwachen Kaffee in Meißner Tassen) erlangte zunehmend Prestigewert.
Die seit dem 18. Jahrhundert belegte Vorliebe der Sachsen für Kaffee war bereits im 19. Jahrhundert Gegenstand von Spott. Das Klischee der „Kaffeesachsen“ wird teilweise unter dem Motto Ohne Gaffee gönn mer nich gämpfn! auf den Siebenjährigen Krieg zurückgeführt. Berühmt wurde das von Johann Melchior Dinglinger für August den Starken geschaffene Goldene Kaffeezeug, das neben Gold, Silber, Email und Elfenbein auch etwa 5600 Diamanten enthält.
Bereits im 19. Jahrhundert sind ernsthafte Überlegungen und Berechnungen zum Einfluss des sächsischen Kaffeekonsums auf die Einfuhrstatistik und negative Zahlungsbilanz belegt. Nach dem Rétablissement (Kursachsen), einem frühen Wirtschaftswunder im 18. Jahrhundert, war Sachsen bis in das 20. Jahrhundert der führende deutsche Wirtschaftsstandort und entsprechend waren auch breitere Bevölkerungsschichten in der Lage, sich den „prestigeträchtigen“ Kaffee zu leisten. Der gelegentliche Zwang, echten Kaffee durch Surrogate zu ersetzen, führte seit Beginn der deutschen Kaffeekultur in Notzeiten wie der Kontinentalsperre und den Kriegs- und Nachkriegszeiten zu Bezeichnungen wie „Schon- und Kinderkaffee“. Allerdings kam das Klischee des unentwegt kaffeetrinkenden Fritz-Bliemchen, benannt nach einer gleichnamigen Witzfigur der Leipziger Zeitschrift Die Gartenlaube, zusammen mit dem Spott über den lokalen Dialekt erst Ende des 19. Jahrhunderts auf.

## Filme
- Karambolage Folge 562, Arte, 2018